# Zuiderdiep 492 (Valthermond)
Het woonhuis aan het Zuiderdiep 492 is een monumentaal pand in de Drentse plaats Valthermond.

## Beschrijving
Het huis aan het Zuiderdiep 492 in Valthermond werd in 1935 gebouwd naar een ontwerp van de Musselkanaalster architect Albertus Harmannus Kleinenberg in opdracht van Reinder Hoving. Waarschijnlijk ontwierp Kleinenberg ook het naastgelegen pand op nummer 493. De woning is vormgegeven in een bouwstijl verwant aan de Amsterdamse School. De woning is gemaakt van gele baksteen op een trasraam van bruine baksteen. Kenmerkend zijn de gebogen daklijsten van zowel het zadeldak als van het tentdak van de uitbouw aan de oostzijde van de woning. Op dit gedeelte van het dak bevindt zich een nokschoorsteen. In de voorgevel domineert een grote driezijdige erker met daarboven de driehoekig gevormde geveltop onder een overkragend dak. In de topgevel bevindt zich een driedelig venster met een groot middengedeelte geflankeerd door twee achttiendelige glas in loodvensters met aan drie zijden blauw gekleurde kozijnen. Ook de uiterste geveltop is van blauw geverfd hout met een tegengesteld diagonaal patroon. Dezelfde blauwe kleur is gebruikt voor de deur, die zich aan de oostzijde van de woning bevindt onder een overkragend deel van het dak. Voor de deur een stoep met twee treden en een muurtje met een pilaar met blauw gekleurde tegels. Naast de deur is een liggend venster in het verlengde van de bovenzijde van de deur tot aan de hoek. Ook de houten dakkapel aan de oostzijde van de woning is blauw geverfd.
De woning is erkend als een provinciaal monument onder meer vanwege de cultuurhistorische, de architectuurhistorische en de stedenbouwkundige waarde. De woning is een voorbeeld uit het oeuvre van de veenkoloniale architect Kleinenberg, waarbij hij de ideeën van de Amsterdamse School toepaste in de Drentse situatie. De woning is esthetisch een mooi voorbeeld van de wijze waarop burgerwoningen werden gebouwd in de periode tussen beide wereldoorlogen in de 20e eeuw in de lintbebouwing langs een niet gedempt gedeelte van een van de Drentse Monden, een zijkanaal van het Stadskanaal. Voorts hebben ook de gaafheid, de mate van zeldzaamheid en de combinatie met de naastgelegen woning een rol gespeeld bij de aanwijzing tot provinciaal monument.